# Dieter Kattenbeck
Dieter Kattenbeck (* 15. Oktober 1936 in Dresden; † 15. September 2022) war ein deutscher Diplom-Finanzwirt und Gewerkschafter.
Nach dem Besuch des Neuen Gymnasiums in Regensburg trat Kattenbeck 1955 in den gehobenen Dienst der bayerischen Finanzverwaltung ein. 1958 wurde er nach erfolgreicher Prüfung zum Steuerinspektoren ernannt und war in Nürnberg, München und Regensburg tätig, zuletzt als Betriebsprüfer. Er gehörte einigen örtlichen Personalräten an und war auch Vorsitzender. 1966 wurde er Mitglied, 1974 Vorsitzender des Hauptpersonalrats im Bayerischen Staatsministerium der Finanzen. Er war außerdem Vorsitzender der Arbeitsgemeinschaft der Hauptpersonalratsvorsitzenden in Bayern.
Kattenbeck war im Bayerischen Beamtenbund ehrenamtlich aktiv. Er gehörte dort dem Hauptvorstand an und wurde 1989 deren Landesvorsitzender. Beim Deutschen Beamtenbund gehörte er dem Bundeshauptvorstand und dem Bundesvorstand an. Außerdem saß er im Landesvorstand der Bayerischen Finanzgewerkschaft, im Bundesvorstand der Deutschen Steuergewerkschaft und von 1984 bis zur Auflösung 1999 im Bayerischen Senat.